# Graeme Segal
Graeme Bryce Segal (Sydney, 21 dicembre 1941) è un matematico britannico, professore all'Università di Oxford. Ha ricevuto la Medaglia Sylvester nel 2009 per i suoi lavori in geometria, topologia e teoria quantistica dei campi.